# Dorin-Mircea Dobra
Dorin-Mircea Dobra (n. 14 iulie 1975

) este un senator român, ales în 2012. 